# Uvale Jaz; Soline i Sulinj na Krku
Uvale Jaz; Soline i Sulinj na Krku este o arie protejată (sit de importanță comunitară — SCI) din Croația întinsă pe o suprafață de 343,92 ha, integral marine.

## Localizare
Centrul sitului Uvale Jaz; Soline i Sulinj na Krku este situat la coordonatele 45°09′38″N 14°36′51″E / 45.160543°N 14.614154°E.

## Înființare
Situl Uvale Jaz; Soline i Sulinj na Krku a fost declarat sit de importanță comunitară în iulie 2013 pentru a proteja un număr necunoscut de specii din flora spontană și fauna sălbatică aflate în arealul zonei.

## Biodiversitate
Situată în ecoregiunea marină mediteraneană, aria protejată conține 1 habitat natural: Golfuri mici largi și golfuri puțin adânci.
La baza desemnării sitului se află un număr nedeclarat de specii protejate.